# Campeonato Panamericano de Trampolín y Tumbling de 2012
El V Campeonato Panamericano de Gimnasia en Trampolín 2012, fue disputado en la ciudad de Querétaro, México, entre el 28 de noviembre al 3 de diciembre de 2012, bajo la organización de la Unión Panamericana de Gimnasia y la Federación Mexicana de Gimnasia.

## Participantes
En el campeonato participaron 8 países. Cada país podía presentar una máximo de 32 participantes, 4 por cada modalidad y por género.
| - Argentina - Brasil - Canadá - Colombia | - Estados Unidos - México - Puerto Rico - Venezuela |

## Medallistas
| Evento                         | Oro                          | Plata                               | Bronce                            |
| ------------------------------ | ---------------------------- | ----------------------------------- | --------------------------------- |
| Masculino                      |                              |                                     |                                   |
| Trampolín individual           | Kyle Soehn                   | Jose Alberto Vargas                 | Cesar Prieto                      |
| Trampolín sincronizado         | Kyle Soehn Keegan Soehn      | Rafael Oliveira Carlos Ramírez Pala | Juan Carlos Valcarcel Carlos Paez |
| Tumbling                       | Kalon Ludvigson              | Junior Charpentier-Leclerc          | Austin Nacey                      |
| Tumbling doble mini individual | Denis Vachon                 | Lucas Adorno                        | Ryan Sheehan                      |
| Femenino                       |                              |                                     |                                   |
| Trampolín individual           | Samantha Sendel              | Samantha Smith                      | Camila Lopes                      |
| Trampolín sincronizado         | Camilla Lopes Marcela Sobral | Samantha Sendel Samantha Smith      | Marianela Galli Mara Colombo      |
| Tumbling                       | Marina Moskalenko            | Paula Esboriol                      | Mabel Barreiros                   |
| Tumbling doble mini individual | Corissa Boychuk              | Kristie Lowell                      | Carolina Aladim                   |

## Medallero
El país sede está resaltado en azul lavanda
| Núm. | País           | Oro | Plata | Bronce | Total |
| ---- | -------------- | --- | ----- | ------ | ----- |
| 1    | Canadá         | 5   | 3     | 1      | 9     |
| 2    | Estados Unidos | 2   | 1     | 1      | 4     |
| 3    | Brasil         | 1   | 2     | 3      | 6     |
| 4    | México         | 0   | 1     | 1      | 2     |
| 4    | Argentina      | 0   | 1     | 1      | 2     |
| 6    | Colombia       | 0   | 0     | 1      | 1     |